# Khairin Nadim
Khairin Nadim (* 8. Mai 2004 in Singapur), mit vollständigen Namen Khairin Nadim bin Rahim, ist ein singapurischer Fußballspieler.

## Karriere

### Verein
Khairin Nadim erlernte das Fußballspielen in der Schulmannschaft der Woodlands Secondary in Singapur. Ab 2020 stand er bei den Young Lions unter Vertrag. Die Young Lions waren eine U-23-Mannschaft, die 2002 gegründet wurden. In der Elf spielten U23-Nationalspieler und auch Perspektivspieler. Ihnen sollte die Möglichkeit gegeben werden, Spielpraxis in der ersten Liga, der Singapore Premier League, zu sammeln. Für die Young Lions bestritt er 49 Erstligaspiele und schoss dabei sieben Tore. Am 1. Januar 2023 wechselte er dann weiter zum Ligakonkurrenten Lion City Sailors und trat einen Tag später seinen Militärdienst an. Sein Debüt feierte Nadim am 11. Mai 2024 im Ligaspiel gegen Brunei DPMM FC (1:2) und seinen ersten Treffer erzielte er fünf Wochen später beim 3:2-Heimsieg über Tanjong Pagar United.

### Nationalmannschaft
Seit 2015 spielt Nadim für diverse singapurische Nationalmannschaften und absolvierte bisher 13 Partien, in denen er zwei Treffer erzielen konnte. Mit der U-23-Auswahl nahm der Stürmer an den Südostasienspielen 2021 in Vietnam teil und kam dort in allen vier Gruppenspielen zum Einsatz.

## Sonstiges
Mit 16 Jahren und 194 Tagen wurde Khairin Nadim mit seinem Führungstreffer gegen die Tampines Rovers am 17. November 2020 zum jüngsten Singapore-Premier-League-Torschützen aller Zeiten. Nadim war der jüngste Spieler in der Geschichte der Singapore Premier League, der fünf Tore erzielt hat (16 Jahre und 316 Tage). Mit 15 Jahren und 298 Tagen war Khairin Nadim der drittjüngste Singapore-Premier-League-Debütant aller Zeiten.